# Manston (Kent)
Manston – wieś w Anglii, w hrabstwie Kent, w dystrykcie Thanet. Leży 22 km na północny wschód od miasta Canterbury i 106 km na wschód od centrum Londynu.